# Landkreis Fulda
Landkreis Fulda är ett distrikt (Landkreis) i östra delen av det tyska förbundslandet Hessen.

## Administrativ indelning
Landkreis Fulda är indelad i 23 kommuner, varav fyra har status som stad (tyska: Stadt) och tre har status som köping (tyska: Marktgemeinde).

### Städer
- Fulda
- Gersfeld
- Hünfeld
- Tann (Rhön)

### Köpingar
- Burghaun
- Eiterfeld
- Hilders

### Kommuner

Kommuner i Landkreis Fulda.

- Bad Salzschlirf
- Dipperz
- Ebersburg
- Ehrenberg (Rhön)
- Eichenzell
- Flieden
- Großenlüder
- Hofbieber
- Hosenfeld
- Kalbach
- Künzell
- Neuhof
- Nüsttal
- Petersberg
- Poppenhausen (Wasserkuppe)
- Rasdorf